# Hönau-Lindorf
Hönau-Lindorf (plattdeutsch: Hönau-Lindörp) ist ein niedersächsischer Ort im Landkreis Rotenburg (Wümme) und Teil der Stadt Bremervörde.

## Wappenbeschreibung
| Wappen von Hönau-Lindorf | Blasonierung: „Auf Gold, von einem roten Pfahl gespalten, vorn drei übereinandergestellte grüne Blätter, hinten ein schwarzer Torfspaten.“ |
| Wappen von Hönau-Lindorf | |

## Geographie
Hönau-Lindorf liegt ca. 6 km nördlich von Bremervörde zwischen Mehe und Oste und ist Gemeindeteil von Bremervörde. Der Ort liegt im Vörder Moor, einem nördlichen Teilgebiet des Teufelsmoors.

## Geschichte
Hönau wurde im Jahr 1780 im Rahmen der Moorkolonisierung durch Jürgen Christian Findorff gegründet. Im Jahr 1789 wird angegeben, dass die Zahl der Feuerstellen bei 18 liege, die sich auf neun Häuser, zwei Hütten, vier unbebaute und drei unbesetzte aufteilten. Der Ort hatte zu der Zeit 61 Einwohner, darunter 33 Kinder.
Am 1. März 1974 wurde der Ort in die Stadt Bremervörde eingegliedert.

## Politik

### Ortsrat
Der Ortsrat, der den Ortsteil Hönau-Lindau vertritt, setzt sich aus fünf Mitgliedern zusammen. Die Ratsmitglieder werden durch eine Kommunalwahl für jeweils fünf Jahre gewählt.
Bei der Kommunalwahl 2021 ergab sich folgende Sitzverteilung:
- Wählergemeinschaft Hönau-Lindorf: 5 Sitze

### Ortsbürgermeister
Ortsbürgermeisterin ist Bianka Grieschow-Pülsch.

## Wirtschaft und Verkehr
Durch Hönau-Lindorf verläuft die Kreisstraße 105 (Bremervörde-Iselersheim).